# Guildfordia
Guildfordia is een geslacht van weekdieren uit de klasse van de Gastropoda (slakken).

## Soorten
- Guildfordia aculeata Kosuge, 1979
- Guildfordia hendersoni (Marwick, 1934) †
- Guildfordia megapex (Beu, 1970) †
- Guildfordia radians Dekker, 2008
- Guildfordia subfimbriata (Suter, 1917) †
- Guildfordia superba Poppe, Tagaro & Dekker, 2005
- Guildfordia triumphans (Philippi, 1841)
- Guildfordia yoka Jousseaume, 1899